# Kruchość wodorowa

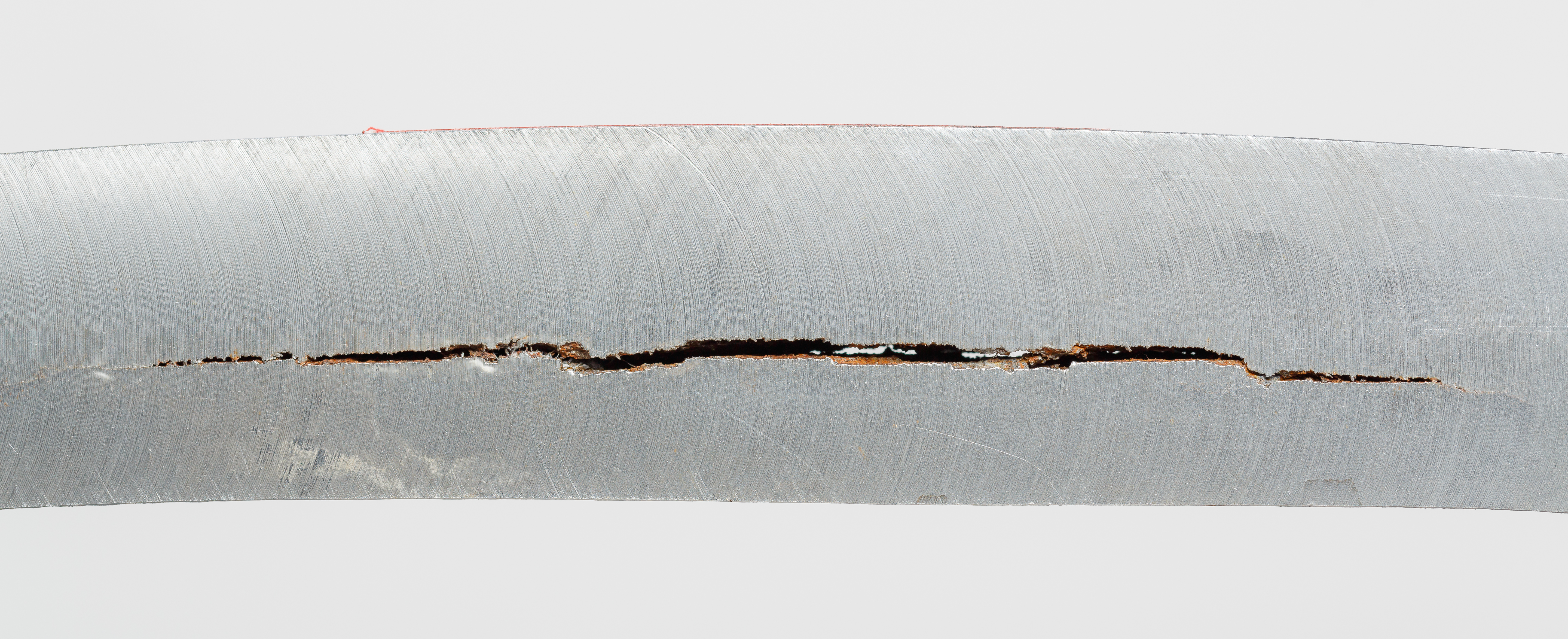
Kruchość wodorowa

Kruchość wodorowa – rodzaj degradacji metalu, spowodowanej przenikaniem i gromadzeniem się atomów wodoru wewnątrz metalu. Kruchość wodorowa jest pojęciem ogólnym, odnoszącym się do grupy zjawisk różniących się przebiegiem. Nazwa pochodzi od zmian w strukturze i wyglądzie metalu (który staje się kruchy), jakie zachodzą na skutek tego procesu. Zjawisko zostało po raz pierwszy opisane w 1875 roku przez W.H. Johnsona.

## Mechanizm
W normalnych warunkach wodór występuje w postaci cząsteczkowej (wodór cząsteczkowy, H2) lub w związkach chemicznych (np. siarkowodór, H2S). Pod wpływem różnych czynników powstają pojedyncze atomy wodoru (wodór atomowy, H), które są na tyle małe, że mogą swobodnie przenikać pomiędzy atomami struktury krystalicznej metalu, gdzie łączą się, tworząc wodór cząsteczkowy. Akumulacja wodoru wewnątrz metalu powoduje powstawanie ciśnienia wewnętrznego, powodującego naprężenia wewnętrzne materiału, które w konsekwencji prowadzą do powstawania pęknięć.
Wodór może przenikać do metalu z fazy gazowej lub ciekłej. W wysokich temperaturach wodór cząsteczkowy zawarty w gazach dysocjuje, tworząc wodór atomowy (H2 Δ_͕ 2H), który następnie przenika do wnętrza metalu. Mechanizm zachodzi w trzech etapach. W pierwszej fazie (adsorpcja fizyczna) atomy wodoru przylegają do powierzchni metalu, tworząc kilka warstw. W fazie drugiej (adsorpcja chemiczna) cząsteczki z warstwy znajdującej się w bezpośrednim kontakcie z metalem tworzą z nim wiązania chemiczne. Ostatnim etapem jest przenikanie atomów wodoru do struktury krystalicznej metalu (absorpcja).
Przenikanie wodoru z fazy ciekłej jest procesem o wiele bardziej złożonym niż przenikanie z fazy gazowej. Wynika to z równoczesnego zachodzenia wielu reakcji chemicznych. Przykładem takiego procesu jest powstawanie wodoru atomowego z siarkowodoru w obecności wody (H2S + Fe2+ H2O_͕ FeS + H0).

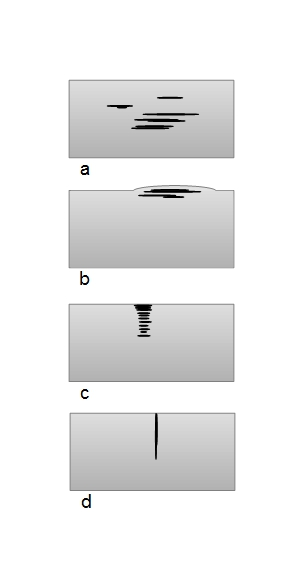
Formy kruchości wodorowej: a) pękanie wodoropochodne, b) pęcherzenie wodoropochodne, c) wodoropochodne korozyjne pękanie naprężeniowe, d) odsiarczkowe pękanie naprężeniowe

Termin kruchość wodorowa odnosi się do grupy zjawisk korozyjnych. Zjawiska te mają podobny mechanizm, ale mogą mieć różny przebieg i źródło pochodzenia wodoru. W celu dokładniejszego opisu konkretnej formy korozji stosuje się różne nazwy. Przykładowe rodzaje kruchości wodorowej:
- pęcherzenie wodoropochodne (ang. Hydrogen Blistering)[3] – powstawanie pęcherzy na powierzchni materiału na skutek powstawania pęcherzy wodorowych pod jego powierzchnią
- pękanie wodoropochodne (ang. HIC, Hydrogen Induced Cracking[3] lub HEAC, Hydrogen Environment Assisted Cracking[4]) – pękanie metalu na skutek dyfuzji wodoru wewnątrz materiału. W pierwszym etapie wodór gromadzi się na powierzchni metalu. Następnie wodór przenika wewnątrz materiału, gdzie atomy wodoru łączą się tworząc wodór cząsteczkowy.
- wodoropochodne korozyjne pękanie naprężeniowe (ang. SOHIC, Stress-Oriented Hydrogen Induced Cracking)[3] – powstające w obecności dodatkowych naprężeń pęknięcia matalu
- odsiarczkowe pękanie naprężeniowe (ang. SSC, Sulfide Stress Cracking)[3] – powstające pod wpływem dodatkowych naprężeń podłużne szczeliny
- wewnętrzne pękanie wodoropochodne (ang. IHAC, Internal Hydrogen Assisted Cracking)[4] – pękanie materiału wywołane wodorem zgromadzonym wewnątrz materiału w trakcie produkcji lub montażu

### Pęcherzenie i pękanie wodoropochodne
Mechanizm zachodzenia obu procesów jest taki sam – wodór powstający wewnątrz materiału bezpośrednio pod jego powierzchnią powoduje powstawanie pęcherzy, a w głębi materiału powoduje powstawanie szczelin. Podatność na ten typ korozji zależy od struktury metalu. Stale ferrytyczne, martenzytyczne i stale typu duplex są mniej odporne na ten typ korozji niż stale austenityczne. Stal typu duplex (będąca połączeniem stali ferrytycznej i austenitycznej) posiada szczególnie niekorzystną strukturę – duże ziarna i powierzchnię połączeń międzyfazowych, które ułatwiają dyfuzję i gromadzenie się wodoru. Innymi czynnikami sprzyjającymi powstawaniu tego typu korozji jest niskie pH, obecność CO2, Cl−, CN−, CNS−, I−, CO oraz CS2.

### Wodoropochodne korozyjne pękanie naprężeniowe
Ten typ korozji dotyczy materiałów poddanych naprężeniu. Droga dyfuzji oraz kształt powstających pęknięć jest wynikiem naprężeń. Skutkiem tego jest powstawanie szczelin prostopadłych do kierunku dyfuzji wodoru, które tworzą się wzdłuż linii dyfuzji wodoru.

### Odsiarczkowe pękanie naprężeniowe
Zjawisko szczególnie istotne w gałęziach przemysłu stosującego oleje i gaz ziemny (mogące zawierać siarkowodór). Stale austenityczne i stale typu duplex są szczególnie zagrożone tego typu korozją (głównie w temperaturach). Ten rodzaj korozji również dotyczy stali poddanych naprężeniom zewnętrznym powodującym powstawanie podłużnych szczelin równoległych do kierunku dyfuzji cząsteczek wodoru.

## Znaczenie w przemyśle i przeciwdziałanie
W przemyśle zjawisko kruchości wodorowej spotyka się m.in. w zbiornikach ciśnieniowych stosowanych w przemyśle rafineryjnym, instalacjach do produkcji wodoru i amoniaku, samochodowych zbiornikach na wodór oraz elektrowniach atomowych.
Najodpowiedniejszym sposobem przeciwdziałania kruchości wodorowej jest odpowiedni dobór materiałów oraz warunków pracy. Krzywe Nelsona (przedstawione np. w normie API 941) wyznaczają granice stosowalności materiałów. Stal węglowa może być stosowana w szerokim zakresie ciśnień do temperatury ok. 230 °C, powyżej której konieczne staje się zastosowanie materiałów bardziej wytrzymałych. Im bardziej agresywne warunki (tj. im wyższa temperatura i ciśnienie) tym bardziej wytrzymała stal musi być zastosowana.
Innym sposobem ochrony materiału jest zastosowanie specjalnych powłok (np. z miedzi, kobaltu lub wanadu).
Wodór znajdujący się wewnątrz metalu może być usunięty poprzez poddanie go działaniu wysokiej temperatury (200 °C). Pod wpływem temperatury cząsteczki wodoru dyfundują na zewnątrz. Procedura ta ma sens, jeśli nie wykształciły się jeszcze szczeliny.

## Normy
Istnieją standardy dotyczące doboru, kontroli i inspekcji materiału pod kątem kruchości wodorowej.
Ogólne
- ASTM STP 962 Hydrogen Embrittlement: Prevention and Control[a]
- ISO 7539 Corrosion of Metals and Alloys – Stress Corrosion Cracking[b]
- NACE TM0284-2003 Resistance to Hydrogen-Induced Cracking[c]

Materiałowe
- API 941 Steels for Hydrogen Service at Elevated Temperatures and Pressures in Petroleum Refineries and Petrochemical Plants[d]
- ISO 11114-4:2005 Transportable gas cylinders – Compatibility of cylinder and valve materials with gas contents[e]
- ISO 15156 Materials for Use in H2S-containing Environments in Oil and Gas Production[f]

Dotyczące kontroli i inspekcji
- ASTM F1459-06 Standard Test Method for Determination of the Susceptibility of Metallic Materials to Hydrogen Gas Embrittlement (HGE)[g]
- ASTM F2078-2007 Terminology Relating to Hydogen Embrittlement Testing[h]
- ASTM G142-98 Standard Test Method for Determination of Susceptibility of Metals to Embrittlement in Hydrogen Containing Environments at High Pressure, High Temperature, or Both[i]
- ASTM F1940-07a Standard Test Method for Process Control Verification to Prevent Hydrogen Embrittlement in Plated or Coated Fasteners[j]
- ASTM F519-06a Standard Test Method for Mechanical Hydrogen Embrittlement Evaluation of Plating/Coating Processes and Service Environments[k]
- ISO 15722 Metallic and Other Inorganica Coatings – Test Method for the Evaluation of the Effectiveness of Hydrogen Embrittlement Relief Heat Treatments of High-Strength Steel Component Parts – Brace Test[l]
- ISO 15723 Metallic and Other Inorganica Coatings – Test Method for the Determination of the Susceptibility of Metallic Materials to Gaseous Hydrogen Embrittlement – Dist Pressure Test[m]

Dotyczące zapobiegania
- ISO 9587 Metallic and Other Inorganic Coatings – Pretreatment of Iron or Steel to Reduce the Risk of Hydrogen Embrittlement[n]
- ISO 9588 Metallic and Other Inorganic Coatings – Post-Coating Treatment of Iron or Steel to Reduce the Risk of Hydrogen Embrittlement[o]
- SAE AMS2759/9 Hydrogen Embrittlement Relief (Baking) of Steel Parts[p]